# بلک دایموند (فلوریدا)
بلک دایموند (به انگلیسی: Black Diamond) یک منطقهٔ مسکونی در ایالات متحده آمریکا است که در شهرستان سیتروس، فلوریدا واقع شده‌است. بلک دایموند ۱۰٫۲ کیلومتر مربع مساحت و ۱٬۱۰۱ نفر جمعیت دارد و ۱۷ متر بالاتر از سطح دریا قرار دارد.